# Breitenhagen (Barby)
Breitenhagen ist ein Ortsteil der Stadt Barby im Salzlandkreis in Sachsen-Anhalt.

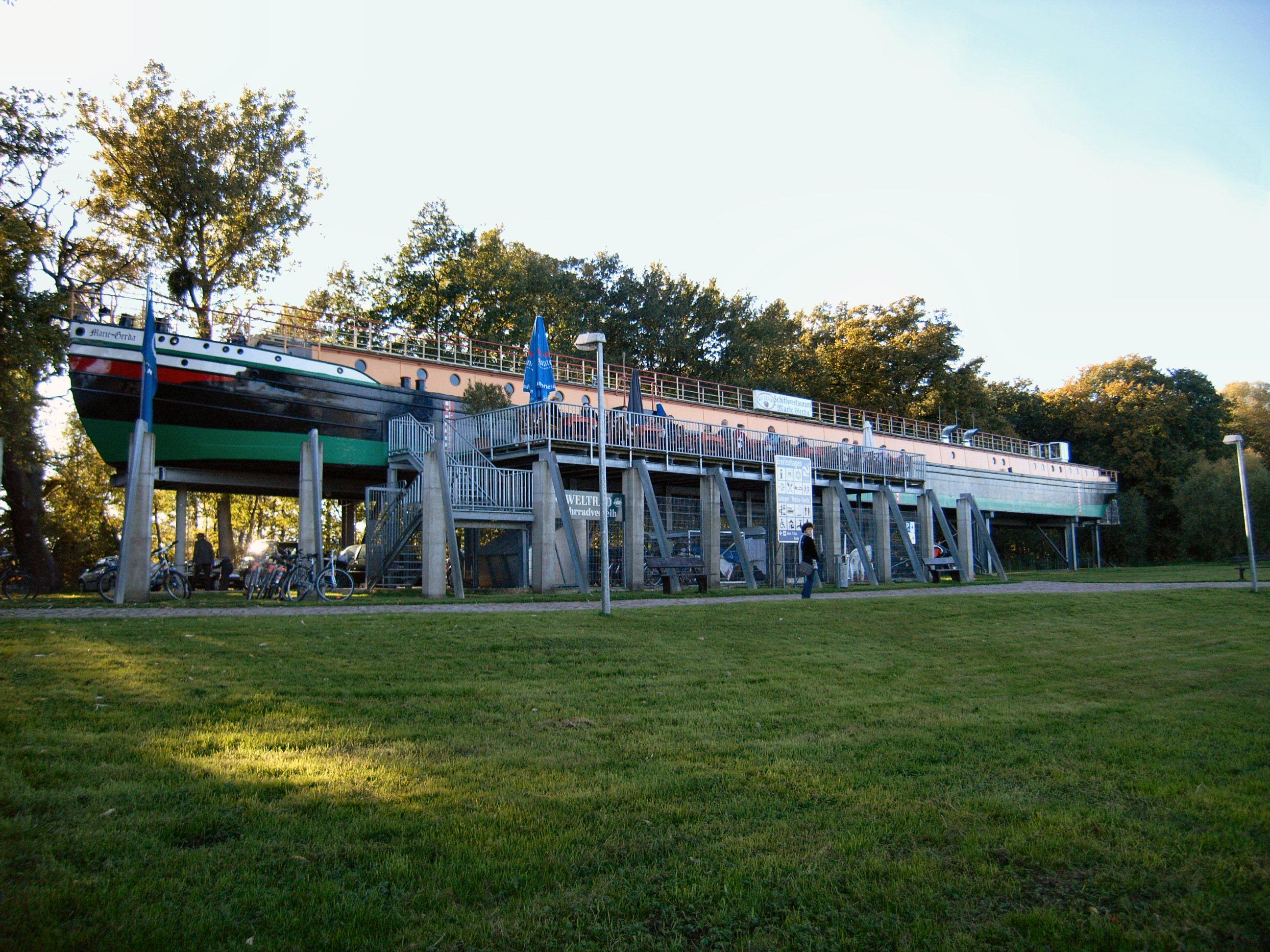
Schiffsrestaurant Marie-Gerda

## Geografie
Die Gemarkung Breitenhagen liegt im UNESCO-Biosphärenreservat Mittelelbe, direkt an der Elbe und nahe der Saalemündung.
Zur ehemaligen Gemeinde Breitenhagen gehörte der Ortsteil Alt Tochheim.

## Elbehochwasser 2013
Bei Breitenhagen brach im Juni 2013 etwa 150 m hinter dem Pumpwerk der Damm auf einer Länge von ca. 100 m. Dadurch drang das Hochwasser bis Aken vor. Eine Fläche etwa so groß wie der Bodensee war überflutet und die Wassermenge kam dem Fassungsvermögen der Rappbodetalsperre gleich.
Die Orte Breitenhagen, Klein Rosenburg, Groß Rosenburg, Lödderitz, Rajoch, Kühren, Diebzig, Susigke sowie Teile von Sachsendorf und Aken waren schwer getroffen. Manche Bewohner konnten erst nach 3 Wochen zurück in ihre unbewohnbar gewordenen Häuser.
Im Juli 2013 wurde durch das THW versucht die Bruchstelle zu vergrößern, um die überfluten Flächen zu entlasten und das Wasser zurück in die Elbe zu leiten. Dies konnte erst durch den Einsatz eines Baggers erreicht werden.

## Geschichte
Der Ort Breitenhagen ist über 750 Jahre alt. Eine über tausend Jahre alte Altarplatte der Dorfkirche St. Christophoros stammt vermutlich aus der sorbisch-orthodoxen Kirche des frühen 10. Jahrhunderts, welche auch nach der gewaltsamen Katholisierung des Gaues Serimunt ab 927 nachverwendet wurde.
Die Dorfkirche St. Christophorus wurde 1625 aus Bruchsteinen erbaut und erhielt 1725 ihre heutige Form.
Bis 1914 gab es in Breitenhagen eine Werft, auf der Elbschleppkähne gebaut wurden. Der letzte seiner Art, die Marie-Gerda, liegt heute als Schiffsrestaurant am Ufer der Elbe.
Am 1. Januar 2010 schlossen sich die bis dahin selbstständigen Gemeinden Breitenhagen, Glinde, Groß Rosenburg, Lödderitz, Pömmelte, Sachsendorf, Tornitz, Wespen und Zuchau sowie die Stadt Barby (Elbe) zur neuen Stadt Barby zusammen. Gleichzeitig wurde die Verwaltungsgemeinschaft Elbe-Saale, zu der Breitenhagen gehörte, aufgelöst.

## Politik

### Ortschaftsrat
- WfB: 2
- fraktionslos: 3

 Vorsitzender des Ortschaftsrats Breitenhagen ist Bert Brandstetter (WfB) und Stellvertreter ist Oliver Löw (fraktionslos).

## Sehenswürdigkeiten
- Dorfkirche mit Fachwerkturm
- Holzwindmühle

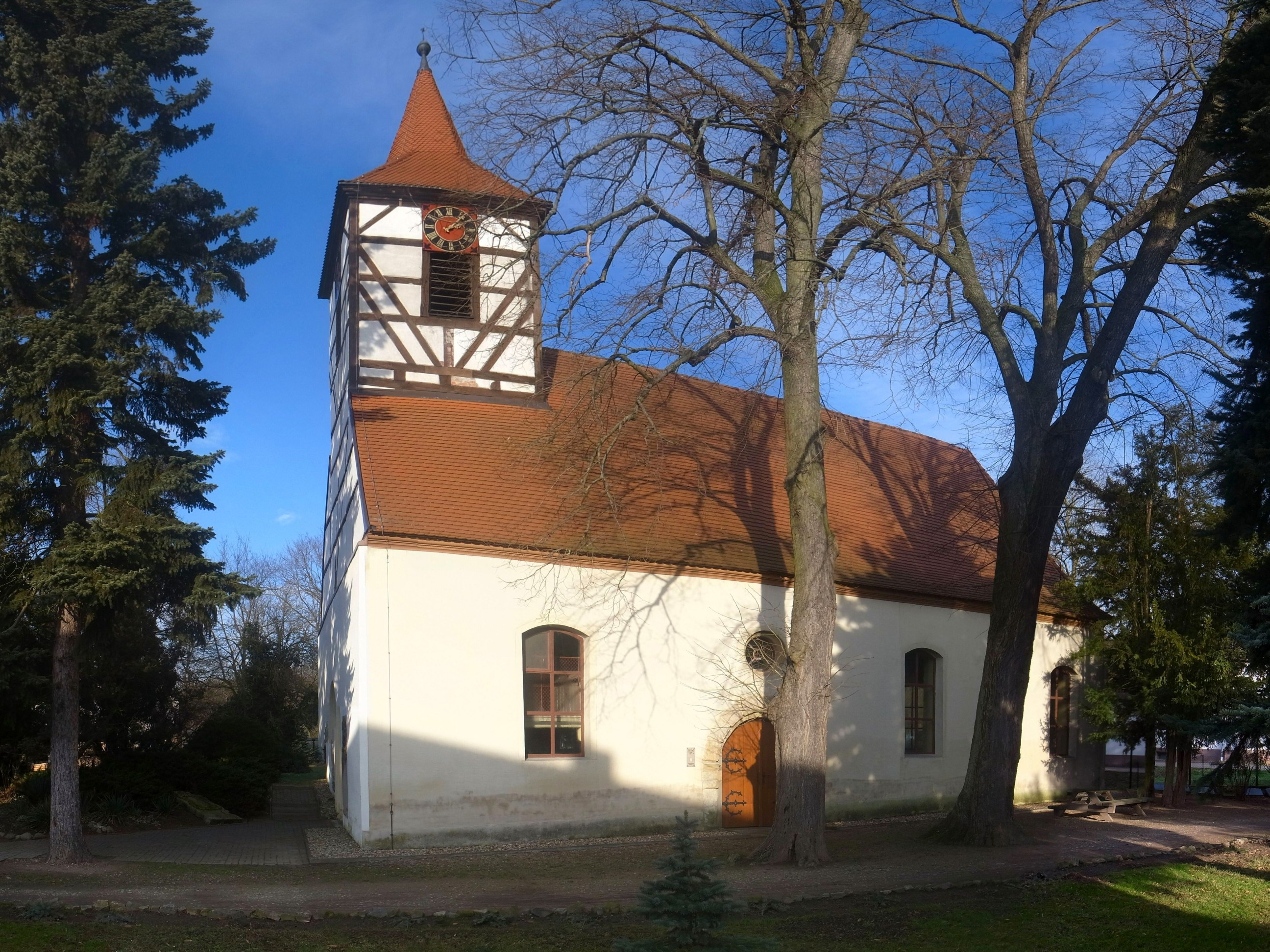
Ev. Kirche St. Christophorus

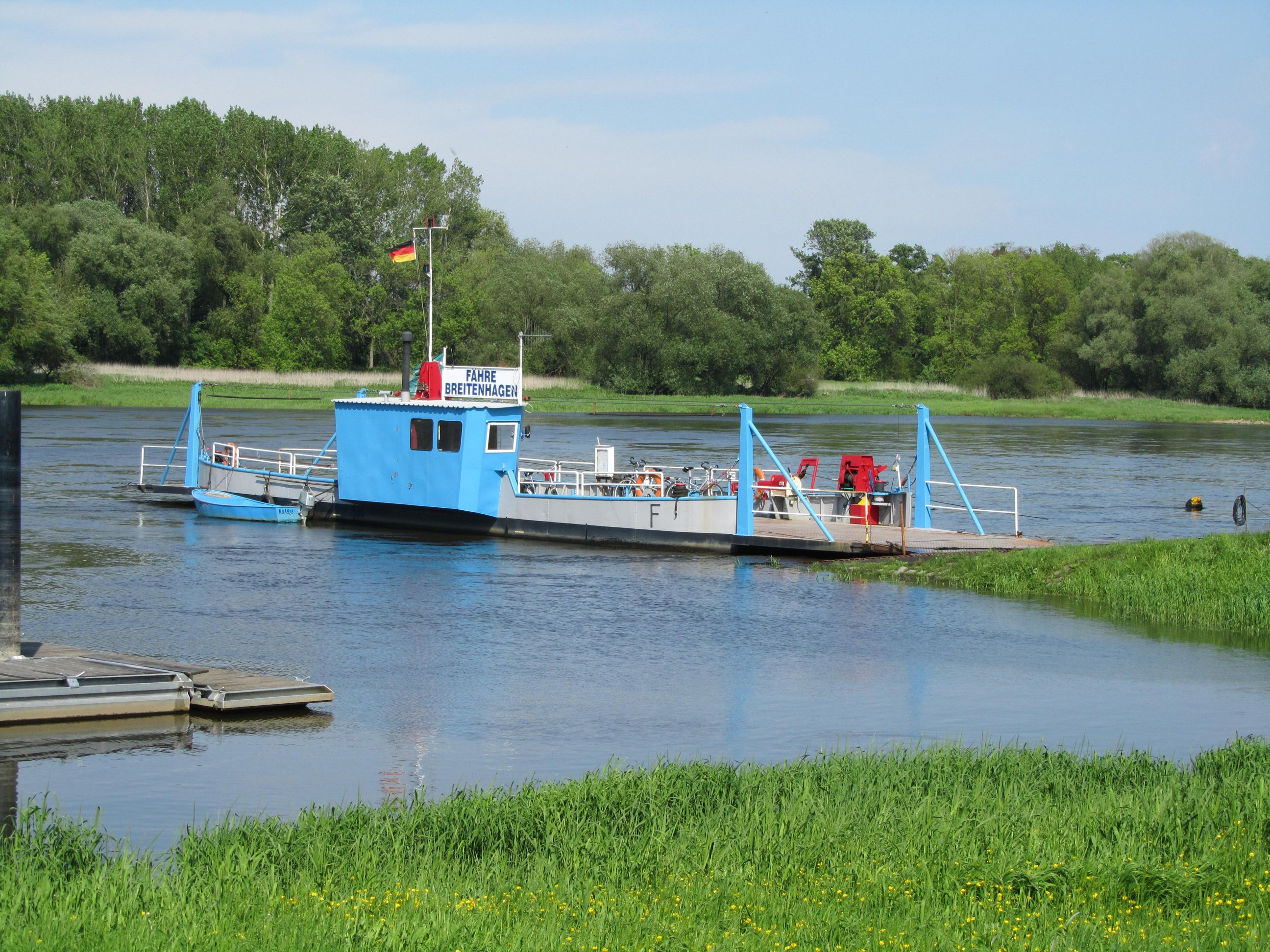
Fähre Breitenhagen

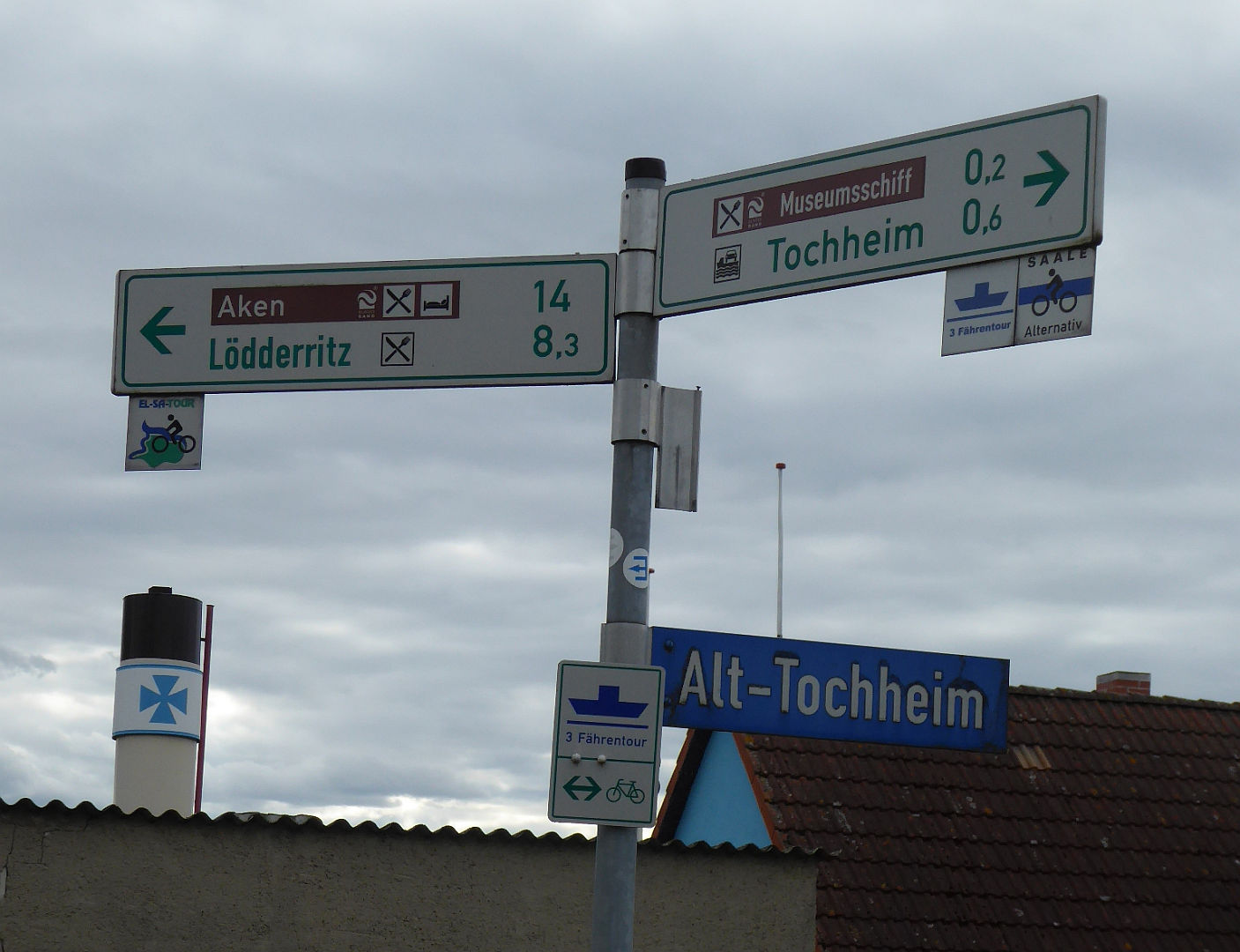
Wegweiser der 3-Fährentour

- Restaurant im Elbschleppkahn Marie-Gerda
- Die beiden Elbfähren in Barby und Breitenhagen sind mit der Saalefähre in Groß Rosenburg durch die 3-Fährentour, einen 24 km langen Rundweg, verbunden.

## Verkehrsanbindung
Über eine Landstraße ist Breitenhagen mit den umliegenden Städten Calbe (Saale) und Aken (Elbe) verbunden. Im Ortsteil Alt Tochheim quert die Fähre Breitenhagen, eine der noch wenigen existierenden Gierseilfähren, die Elbe und stellt die Verbindung nach Zerbst her. In Sachsendorf (ca. 10 km) und Zerbst befinden sich die nächsten Bahnhöfe. 

## Persönlichkeiten
- Franz Woenig (1851–1899), Schriftsteller, Dichter und Lehrer
- Rudolf Karl Krause (1946–2024), Politiker (CDU, REP)